# Androsace adfinis
Androsace adfinis är en viveväxtart. Androsace adfinis ingår i släktet grusvivor, och familjen viveväxter.

## Underarter
Arten delas in i följande underarter:
- A. a. adfinis
- A. a. brigantiaca
- A. a. puberula